# Ухоловское городское поселение
У́холовское городско́е поселе́ние — муниципальное образование в Ухоловском районе Рязанской области России.

## Население
| 2010  | 2012  | 2013  | 2014  | 2015  | 2016  | 2017  |
| ----- | ----- | ----- | ----- | ----- | ----- | ----- |
| 5430  | ↗5431 | ↘5285 | ↘5182 | ↘5112 | ↘5032 | ↘4975 |
| 2018  | 2019  | 2020  | 2021  | 2023  |       |       |
| ↘4861 | ↘4779 | ↘4646 | ↘4307 | ↘4158 |       |       |

## Административное устройство
Административное устройство городского поселения определяются законом Рязанской области от 07.10.2004 № 99-ОЗ.
Границы городского поселения определяются законом Рязанской области от 11.11.2008 № 166-ОЗ.
В состав городского поселения входят 4 населённых пункта
| № | Населённый пункт | Тип населённого пункта      | Население |
| - | ---------------- | --------------------------- | --------- |
| 1 | Калейминовка     | деревня                     | →0        |
| 2 | Кензино          | село                        | ↘67       |
| 3 | Погореловка      | село                        | ↘232      |
| 4 | Ухолово          | пгт, административный центр | ↘3859     |